# Jonathan Dibben
Jonathan Dibben (Southampton, 12 de febrer de 1994) és un ciclista anglès professional des del 2015 i actualment a l'equip Lotto-Soudal. Combina tant la ruta com la pista. Campionö del món de Puntuació i doble Campió d'Europa en persecució per equips.

## Palmarès en pista
- 2011
  -  Campió del món júnior en Persecució
  -  Campió d'Europa júnior en Persecució per equips (amb Owain Doull, Samuel Lowe i Joshua Papworth)
- 2014
  -  Campió d'Europa en Persecució per equips (amb Edward Clancy, Owain Doull i Andrew Tennant)
- 2015
  -  Campió d'Europa en Persecució per equips (amb Bradley Wiggins, Owain Doull, Andrew Tennant, Steven Burke i Matthew Gibson)
- 2016
  -  Campió del món en Puntuació
  -  Campió d'Europa sub-23 en Puntuació

## Palmarès en ruta
- 2012
  - Vencedor d'una etapa al Trofeu Karlsberg
- 2014
  - Vencedor d'una etapa al Triptyque des Monts et Châteaux
- 2016
  - Vencedor d'una etapa al Triptyque des Monts et Châteaux
- 2017
  - Vencedor d'una etapa a la Volta a Califòrnia

### Resultats al Giro d'Itàlia
- 2020. 133è de la classificació general